# 재커리 보스트롬
재커리 보스트롬(Zachary Bostrom, 1981년 1월 15일 ~ )은 미국의 텔레비전 배우, 영화배우이다.
로스앤젤레스에서 태어났다.

## 영화
- 파워 레인저 타임 포스 - 포토 피니시 (2001년)
- 조니 카파할라, 눈 위의 서퍼 (1999년)
- 마이 히어로 (1995년)
- 암드 앤 이노센트 (1994년)
- 풀 하우스 (1987년)
- 개구쟁이 데니스 (1987년)